# 銀幕の豚
「銀幕の豚」（ぎんまくのぶた）はDMM.comが運営するインターネットテレビ「DMMライブトーク」内にて放送された番組名称。この名称は、この番組のレギュラー出演者であり、監督を務める映画監督の祭文太郎のニックネームにちなんでいる。2011年8月6日に第1回目の放送が行われ、毎週土曜日夜に放送。2012年夏に休止したものの、2013年3月26日にニコニコ生放送、エスマガ内にて復活。毎月第４火曜日に放送。

## キャスト
レギュラー出演者祭文太郎、彩月心愛、竹川沙央里、浅田遥、高橋恭子、北川史織、KENJI、ChuriSta
プロデューサー樺澤俊悟。

## 内容
第1回目〜第7回目までの放送は、銀座で行われていたが、第8回目は急遽、渋谷のオフィスで放送。オフィスを舞台にした「生ドラマ」を実施し、話題となった（この番組自体が毎回生放送で行われているが、この生ドラマは生放送でドラマを演じるもの）。
第9回目〜新宿に場所を移動。祭文監督が原作、脚本を手がけた「白薔薇嬢」の生ドラマ開始に向けて、番組公開「生オーディション」を実施。海野千秋、岡部千絵、加藤やよい、灘波愛が受験。
第10回目〜生ドラマ「白薔薇嬢」スタート。生オーディションに合格した4名も参加。1969年の日本の女性同士の同性愛者向けキャバクラを舞台にしたドラマで、ネットメディアならではのタブーを扱ったテーマのドラマである。
2013年3月26日（火）、ニコニコ生放送、エスマガ内にて復活。
出演者：（MC）祭文太郎、琴菜、チャーミー、増本健一（ゲスト）MANA、杏野はるな、有泉専務
番組冒頭のMANA ダンスシーンにて、PSYCHEDELIC SUBMARINE（サイケデリックサブマリン）の新曲、'STARTING OVER'が放送された。